# Licht (operaciklus)
A Licht (magyarul: Világosság vagy Fény) Karlheinz Stockhausen német zeneszerző hét operából álló ciklusa, melyben minden darab a hét egy napjának felel meg. Az operakompozíciót 1977 és 2003 között írta a zeneszerző. Stockhausen a mai Gesamkunst képviselője, hiszen a komponáláson kívül ő tervezi a színpadképet, a díszleteket, a jelmezeket, valamint ő írja a librettót, melynek szövege mitikus szövegektől kezdve a zeneszerző saját írásait foglalja magába.

## A mű keletkezésének története
Az 1960-as években Stockhausen „az egész világ közös zenéjéről” beszélt, mint jóslatról, amelynek beteljesítését 1977-ben elkezdett művének komponálásában látta. A Licht a zeneszerző első próbálkozása volt az opera műfaj területén. Miután bejelentette a ciklus tervét, minden 1977-től keletkezett újonnan készült művének a hatalmas operaalkotásba való elhelyezésére törekedett (akár elektronikus, akár akusztikus darabról legyen is szó) a ciklus 2003-as befejezéséig bezárólag.
A műben Stockhausen zeneszerzői törekvéseinek különböző stílusai és technikái egyesülnek.

## Licht-ciklus
A Licht a legnagyobb szabású operakompozíció, Richard Wagner: A Nibelung gyűrűje tetralógia óta. A Licht minden darabja független mű, de igazi jelentősége a teljes ciklus összefüggésében tárható fel. Az alkotás egy metafizikai összefüggéseket feszegető eposz, melyet a mitológiai és vallási utalások sem egyszerűsítenek le, de lényegében az egyesülésről, az anyagi és a szellemi szféra közötti harcról szól. A ciklus központi alakja Mihály arkangyal (az emberi nem védelmezője), Éva (kozmikus őstanító) és Lucifer (az intellektus szélsőséges híve). Zenei értelemben véve is elképesztően bonyolult a darab, de minden résznek van egy három hangjegyből álló vezérmotívumszerű gerince, melyek egy-egy szereplőt és a hozzájuk tartozó hangszert kötik össze. Mihályhoz a trombita, Luciferhez a harsona, valamint Évához a fuvola kapcsolódik. A Licht mindenféle mércével mérve nehezen befogadható: egyes esetekben túl hosszú, nehezen kibontakozó darabok állnak előttünk, gyakran monoton és a cselekmény értelme sem tárulkozik fel könnyedén elsőre. Ugyanakkor a ciklus hangzása párját ritkító és a háború utáni Európa kockázatvállaló intellektusának pályája összegződik benne.
A ciklus csúcspontja az a nap (Sonntag aus Licht: Vasárnap), amelyben a mű minden zenei és drámai eleme egyesül.

## A ciklus részei
A nagyszabású ciklus hét operát foglal magába, benne minden darab a hét egy-egy napját képviseli:
- Hétfő (Montag aus Licht)
- Kedd (Dienstag aus Licht)
- Szerda (Mittwoch aus Licht)
- Csütörtök (Donnerstag aus Licht)
- Péntek (Freitag aus Licht)
- Szombat (Samstag aus Licht)
- Vasárnap (Sonntag aus Licht).

Stockhausen elmondása szerint a ciklusnak nincs se eleje, se vége, ahogy egy hétnek sem. A hét napjai is mindig újra követik egymást, ami egy véget nem érő spirál metaforájaként vagy az örök körforgásban érhető tetten.
A hét napjai megfeleltethetőek az ókorban ismert égitesteknek, melyek száma szintén hét: 
- Hétfő - Hold
- Kedd - Mars
- Szerda - Merkúr
- Csütörtök - Jupiter
- Péntek - Vénusz
- Szombat - Szaturnusz
- Vasárnap – Nap.[7]

## Ősbemutató
A teljes alkotás 29 órát vesz igénybe, de az operaciklus egyhuzamban való előadására még nem adódott lehetőség. Az operák színrevitele problémát okoz, hiszen Stockhausen utasításai szerint röppenő rakétákat, helikoptereket vagy éppen négy méter magas ceruzahegyezőt kellene színpadra vinni.
- Csütörtök: 1981. La Scala Milan
- Szombat: 1984. La Palazzo Dello Sport (Milan)
- Hétfő: 1988. La Scala Milan
- Kedd: 1993. Leipzig Opera
- Péntek: 1996. Leipzig Opera
- Vasárnap: 2011. Oper Köln
- Szerda: 2012. Birmingham Opera[9]

## Csütörtök (Donnerstag aus Licht)
A Csütörtök 1978-80 között keletkezett, melynek az ősbemutatójára 1981-ben a milánói Teatro alla Scala-ban került sor. 

### Cselekmény
I. felvonás: A Földre érkezik Mihály arkangyal, akit szülei az emberiség történelméből oktatnak, hogy lássa az emberi szenvedés okát. Mihály találkozik Holdévával (Mondeva), aki szintén egy égi látogató. Letesz egy zenei vizsgát, majd felfedező zeneútra indul a világ körül.
II. felvonás: A Föld tűnik fel a színpadon hatalmas gömbként, amelynek különféle kontinensein meg-megjelenik Mihály. Afrikában újraegyesül Holdévával.
III. felvonás: Mielőtt visszatérnek a csillagok közé, Mihály és Éva találkoznak. Éva ajándékokat ad Mihálynak és himnuszt énekelnek együtt, amit Lucifer szakít félbe. Mihály látványosan megküzd a sárkánnyal. 

### A zenéről
A Csütörtök a jóságról, a tanulásról és a bölcsességről szól. A színház előcsarnokában indul az opera, egy hipnotikus erőt árasztó előjáték képében, melyen keresztül elérünk a nézőtérre. Az előjáték anyagából rövidke jelenetek bontakoznak ki, ahol Mihályt tanulni látjuk: a nyelvek titkairól, a fizikai szerelem gyönyöreiről, az emberi létezés csapdáiról és az élet rövidségéről. Előre felvett hanganyag hallható és tizennégy szereplő látható (három énekes, nyolc zenész és három táncos), amelyek együttese egyedülállóan titokzatos atmoszférát hoznak létre. Hangzásvilágának különlegességét mutatja a Mihályt reprezentáló trombitaszóló, amely az előadótól elvárja, hogy a hangszert egy sor elektronikus szűrővel és tompítóval szerelje fel, melynek hatására az elektronikus és akusztikus hangzások szüntelenül keverednek és állandó hullámzásban vannak. A II. felvonás mágikus zenei részletei Mihály útját kísérik, mindig annak a régiónak megfelelő karakterrel, ahol az angyal éppen feltűnni látszik. Mihály és Éva szerelmi kettőse, a 20. századi opera legderűsebb pillanatai között eleveníthető fel. Az opera során megvalósul a Stockhausen által „térbeli komponálásnak” nevezett módszer (a nézőtéren több helyről szól a zene), ami szintén hozzájárul a mű bámulatba ejtő hatásához. Legkiemelkedőbb példája, amikor a fináléban a Mihály vezérmotívumát játszó trombitások, a terem mennyezete irányából szólalnak meg.

## Szombat (Samstag aus Licht)
A Szombatot 1981-84 között írta a zeneszerző. 1984-ben mutatták be Milánóban, ahol a helyszínt a Palazzo dello Sport szolgáltatta.

### Cselekmény
I. jelenet: Lucifer egy zeneszámról ábrándozik, amely az idő elpusztításáról szól. De végül is arra a megállapításra jut, hogy az Éva újjászületéséről szóló téma szépsége szinte biztos, hogy legyőzi az ő előadását, és ez olyannyira felzaklatja, hogy meghal.
II. jelenet: Kathinka, a macska zenél Lucifer elveszett szelleme emlékére, de Lucifer hamarosan visszatér a színre és körbetáncolja tombolva a zenekart. A zenekar lépcsőzetesen helyezkedik el a színpadon és elölről egy arcot formáz.
III. jelenet: Mihály érkezik csatához öltözve, akit Lucifer és Kathinka kinevet, folytatva táncukat. Egyik pillanatról a másikra, a zenekar tagjai elkezdenek fogyni, mert kiderül, hogy a zenészeket csak meghatározott időre szerződtették, és nem hajlandóak folytatni a munkát. A karmester őrjöng, de a rendet nem lehet helyrehozni, a jelenet káoszba torkollik.
IV. jelenet: Assisi Szent Ferenc egyik szövegének feldolgozása, amikor is szerzetesek szabadon engednek egy madarat egy rituális szertartás keretében, majd kókuszdiókat törnek fel a templom előtt. 

### A zenéről
A Szombat központi témája a halál. A Tibeti halottaskönyv és Stockhausen háborús tapasztalatai szolgáltatják az alapját. Zenei nyelve jóval kevésbé összetett a ciklus többi operájához képest, az ötletek nem rejtőznek el a kontrapunktikus szövet rétege alá. Bár a témák így is eléggé újszerűen hatnak: szerkezetük mikrotonális, „vakkantások” és sikolyok tarkítják őket, és a természet valódi és imitált hangjai hallhatóak benne (pl. a nyitányban a rézfúvósok őserdei érzetet keltő fanfárhangzásokat hoznak létre). Stockhausen egész művére jellemző az ellentétek szembe állítása, itt például árnyalt zongoraszólókat és leheletfinom hangszeres futamokat állít a pogány eredetű hangzással szembe. Egy hasonló ellentét figyelhető meg a II. jelenetben, Kathinka macska fuvolaszólója képében, ami a provokatív „Lucifer táncát” ellenpontozza. „Lucifer tánca” egy vad, izgalmas zenekari szám fúvós együttesre, amely a Licht-ciklus csúcspontja, és a közbeiktatott zenekari „sztrájk” a legszellemesebb zenei tréfák közé tartozik (Haydn Búcsú-szimfóniája óta).

## Hétfő (Montag aus Licht)
Az operát 1984-88 között komponálta a zeneszerző. Az ősbemutató helyszínéül a milánói Teatro alla Scala szolgált 1988-ban.

### Cselekmény
I. felvonás: A hétfő a Nők napja, a Születés ünnepe. A felvonás a „Kilenc hónapos terhesség” című szakasszal kezdődik, majd tizennégy gyermek születése követi, akik közül hétnek állatfeje van, a másik hét pedig szürke hajjal rendelkezik. A gyermekekért három szoprán (három Éva) ad hálát a „születésáriában”, Lucifer pedig őrjöng és átkozódik.
II. felvonás: A második szülés ideje következik. Évát egy zongoradarab termékenyíti meg, amit egy törpepapagáj-fiú ad elő. Megszületnek az új gyerekek, a nők megmossák és felöltöztetik őket. Az egyik nő énekelni tanítja őket. Férfiak érkeznek és kapcsolatba akarnak lépni a Szív hölgyével (Éva egyik megjelenési formája), aki basszetkürtön játszik. A színpadot nők lepik el mindenfelől és figyelmeztetik a férfiakat, hogy egy idegen érkezett.
III. felvonás: A nők elszaladnak a Gyerekfogóért, aki fuvolázik, akárcsak a hamelni patkányfogó. A Gyerekfogó és a basszetkürt kettőse után, a Gyerekfogó a gyerekekhez fordul és elbűvöli őket játékával. A basszetkürtös a Szív hölgyévé változik át, a férfiak és a nők pedig eltávoznak a színről. A Gyerekfogó elrepül a gyerekekkel, akiknek a hangja madárdallá változik.  

### A zenéről
A Hétfő Éva napja, ezért szerepelnek a darabban elsősorban női hangok. Az opera a „nő, mint teremtő” előtt való tisztelgés, és a zeneszerző a „nyájától körülvett Földanya” képét szerette volna megformálni benne. A ciklus darabjai közül, a Hétfő az egyik leggazdagabb opera kifejezés szempontjából, melyet a szövegkönyvben szereplő rengeteg szokatlan hangkombináció és szójáték mutat, ezenkívül nagy létszámú kórust ír elő hozzá Stockhausen. A színpadon sok zenész, több kisebb kórus és hangszeres együttes is megtalálható, valamint az elektronikus hanghatások is széles skálán mozognak a mű során. A Licht-ciklusból a Hétfő zenéje a legkönnyebben befogadható, hiszen időnként nagyon közel kerül a hagyományos értelemben vett harmóniavilághoz, mellőzve a tőle megszokott elvont nyelvezetet. Amikor a gyermekek hangja madárdallá változik, a zeneszerző ragyogó szépségű zenévé írja át a hegyek, fák, virágok és csörgedező patak képét.

## Kedd (Dienstag aus Licht)
Az opera keletkezése 1977-91 közé tehető, az ősbemutató pedig Lipcsében esett meg 1993-ban. 

### Cselekmény
I. felvonás: Mihály arkangyal és Lucifer között szellemi csata zajlik, mert Lucifer meg akarja állítani az időt. Éva, aki látja a jövendőt, békére szólítja fel őket. Lucifer és Mihály megegyeznek, hogy erejükhöz méltóbb csatában küzdenek meg egymással.
II. felvonás: Két légitámadás következik. A három ágyúból álló légvédelem leszedi a gépeket. A színpadon és a nézőtéren két seregnyi hangszeres vonul fel és üldözik egymást. Lucifer serege rést üt egy hatalmas falon, ahonnan csillogó kristálykupac fénye látszik. Egy hatalmas sikoly után, a halomból egy fehér zászló emelkedik ki, majd a kupac alól egy üvegből lévő ápolónő és két másik üvegfigura kerül elő. Mihály és Éva előadják kísérteties „Pietá” kettősüket, majd Mihályt megölik. Elkezdődik a harmadik invázió. Lucifer seregei elérik a kristálykupacot, amely a három egymást követő robbanás hatására lassan szétporlad. A sereg eltűnik a föld alatt, a kórus visszatér. Az opera lezárása előtt elhangzik Stochausen „Synthi-Fou” című, XV. zongoradarabja (szintetizátorra írva).

### A zenéről
A „Mars napja” című prológus fanfárral indít: kilenc trombita tremolózik és kilenc harsona mennydörög. A zaj, amit csapnak, a háborút akarja jelezni, utánozni. A kellemetlen hanghatások csörömpöléssel és mennydörgéssel folytatódnak, melyet Éva nyugalomra és józanságra intő szopránja vált meg. Az I. felvonás, amely a „Jahreslauf” – Az év körforgása címmel van ellátva, eredetileg egy tokiói japán császári fúvós- és ütősegyüttesre íródott, de a hangszerelést itt nyugati hangszereken és elektronikus eszközökön valósította meg a zeneszerző. A II. felvonásban tör ki az igazi csata. Körhangszórók segítségével (Stockhausen saját találmányát „oktofónia” névvel illeti) zenei csatározás veszi kezdetét, melyek a fejünk fölött „elhúzó és lecsapó” repülőgépek hangját imitálják. Az opera lezárásához közeledve elhangzik a „Pietá”, harsogó szárnykürtre és szopránhangra írt sirató, egyre halkuló tendenciával. A darab végszavát a „Synthi-Fou” spékeli fel ezer színben pompázó billentyűjátékával.

## Péntek (Freitag aus Licht)
A Pénteket 1991-94 között írta a zeneszerző, melynek 1996-ban volt az ősbemutatója a lipcsei Operaházban. Ez volt az utolsó opera, melynek lebonyolításában a zeneszerző is részt vett. Az opera nem részesült lelkes fogadtatásban.
Az opera két felvonásból áll. 

### Cselekmény
Éva kísértésbe esik Lucifer hatására, hogy egyesüljön Káin-nal, az emberiség fejlődésének felgyorsítása érdekében. Mivel ez a fejlődés nem az isteni terv része, Káin és Éva erőfeszítéseinek súlyos következményei lesznek: egy brutális háború a különböző rasszú gyermekek között. Éva vétkének és bűnbánatának körvonalait a táncos párok visszhangozzák. Természetes párjukkal kezdenek, de a csere következtében természetellenes hibrideket nemzenek. Az opera fináléjában ezek a hibridek egy hatalmas gyertyalángban egyesülnek.

### A zenéről
A Péntek alapvetően három zenei rétegből áll, ami egyidejűleg hallható. Az egyik tiszta elektronikus zene, ami állandóan hallható a két felvonás folyamán. Vannak még az ún. valódi jelenetek („real scenes”) a színpadon: tíz jelenet élő szereplőkkel, illetve a tizenkét zaj jelenet („sound scenes”) transzformációs hangokkal, melyek tizenkét szerelmes párhoz tartoznak.

## Vasárnap (Sonntag aus Licht)
1998-2003 között keletkezett, melynek a felvonásait már korábban bemutatták külön-külön, de egészében 2011-re nyílt lehetőség az ősbemutatójára, a kölni Operaházban. A Licht-ciklusnak ez a része keletkezett utoljára.
Az opera bemutatása posztumusz, a zeneszerző halála után kicsivel több mint három évvel került rá sor.
Az opera öt jelenetből áll. 

### Történet
A Vasárnap Éva és Mihály misztikus egyesülésének napja. Hétfőtől az új élet innen folytatódik. A Vasárnap a Naprendszer és a bolygók kapcsolatáról szól, melyek a nap körül keringenek. A föld és az élet, a fény és a víz egyesülésének eredményeképpen jelenik meg. Az első felvonásban ez a két elem van bemutatva. Az opera többi része az életet, a növényeket, az állatokat, és az embereket ünnepli, illetve mindent, ami ezen a bolygón létrejött, valamint a holdat és a csillagokat.

## Szerda (Mittwoch aus Licht)
Az utolsó színre vitt opera már 1992-98 között elkészült, azonban technikai nehézségei miatt, egészében való előadására csak 2012-ben kerülhetett sor Birminghamben.
A Szerda az együttműködés és a kibékülés napja Mihály, Éva és Lucifer között.
A Szerda négy jelenetből áll.
A 3. jelenet tartalmazza a híres Helikopter-vonósnégyest (Helikopter-Streichquartett). A vonósnégyes tagjai négy különböző helikopterben zenélnek, melyekből a hangot és a képet elektronikusan továbbítják a közönséghez, azonban a mozgó helikopterek is láthatóak.
A felvételek közvetlenül beszerezhetőek a Stockhausen Verlagtól (www.stockhausen.org).